# Leichtathletik-Europameisterschaften 1934

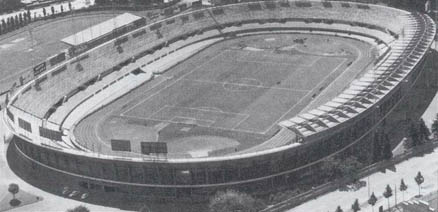
Turiner Olympiastadion – damalige Bezeichnung
Stadio Benito Mussolini

| 1. Leichtathletik-Europameisterschaften | 1. Leichtathletik-Europameisterschaften |
| --------------------------------------- | --------------------------------------- |
|                                         |                                         |
| Stadt                                   | Turin                                   |
| Stadion                                 | Stadio Benito Mussolini                 |
| Wettbewerbe                             | 22                                      |
| Weltrekorde                             | 1                                       |
| Eröffnung                               | 7. September 1934                       |
| Schlussfeier                            | 9. September 1934                       |
| Chronik                                 |                                         |
|                                         | Paris/Wien 1938 →                       |

| Medaillenspiegel (Endstand nach 22 Entscheidungen) | Medaillenspiegel (Endstand nach 22 Entscheidungen) | Medaillenspiegel (Endstand nach 22 Entscheidungen) | Medaillenspiegel (Endstand nach 22 Entscheidungen) | Medaillenspiegel (Endstand nach 22 Entscheidungen) | Medaillenspiegel (Endstand nach 22 Entscheidungen) |
| Platz                                              | Land                                               | Gold                                               | Silber                                             | Bronze                                             | Gesamt                                             |
| -------------------------------------------------- | -------------------------------------------------- | -------------------------------------------------- | -------------------------------------------------- | -------------------------------------------------- | -------------------------------------------------- |
| 10                                                 | Deutsches Reich                                    | 7                                                  | 2                                                  | 2                                                  | 11                                                 |
| 20                                                 | Finnland                                           | 5                                                  | 4                                                  | 4                                                  | 13                                                 |
| 30                                                 | Niederlande                                        | 3                                                  | –                                                  | 2                                                  | 5                                                  |
| 40                                                 | Ungarn                                             | 2                                                  | 3                                                  | 2                                                  | 7                                                  |
| 50                                                 | Schweden                                           | 1                                                  | 4                                                  | 3                                                  | 8                                                  |
| 60                                                 | Frankreich                                         | 1                                                  | 3                                                  | 1                                                  | 5                                                  |
| 70                                                 | Königreich Italien                                 | 1                                                  | 2                                                  | 2                                                  | 5                                                  |
| 80                                                 | Estland                                            | 1                                                  | –                                                  | 1                                                  | 2                                                  |
| 90                                                 | Lettland                                           | 1                                                  | –                                                  | –                                                  | 1                                                  |
| 100                                                | Norwegen                                           | –                                                  | 2                                                  | 1                                                  | 3                                                  |
| Vollständiger Medaillenspiegel                     |                                                    |                                                    |                                                    |                                                    |                                                    |

Die 1. Leichtathletik-Europameisterschaften fanden vom 7. bis zum 9. September 1934 in Turin, Italien, statt. Mit Ausnahme des Marathonlaufs und des 50-km-Gehens wurden die Wettkämpfe im Stadio Benito Mussolini ausgetragen.

## Wettbewerbe
Diese ersten Leichtathletikeuropameisterschaften blieben alleine den Männern vorbehalten. Wettbewerbe für Frauen wurden erstmals bei den nachfolgenden Europameisterschaften im Jahr 1938 angeboten. Allerdings gab es 1938 zwei getrennte Veranstaltungen, die Männer trugen ihre Wettkämpfe in Paris aus (3. bis 5. September), die Frauen in Wien (17. und 18. September).
Das Wettkampfprogramm hier in Turin umfasste von Anfang an fast alle Disziplinen, wie sie auch den Olympischen Spielen üblich waren. Es fehlte allerdings noch der 3000-Meter-Hindernislauf. Das Gehen war bzgl. der Disziplinen noch nicht so standardisiert wie heute. Auf dem Wettbewerbskalender in Turin stand einzig der Wettkampf über die 50-km-Distanz.

## Sportliche Leistungen
Natürlich wurde in jeder Disziplin ein erster Europameisterschaftsrekord aufgestellt. Darüber hinaus gab es zahlreiche weitere Rekorde.
- Höhepunkt war der Speerwurf-Weltrekord des Finnen Matti Järvinen mit 76,66 m.
- Außerdem gab es in sechs Disziplinen elf Landesrekorde.

Erfolgreichste Nation war das Deutsche Reich mit sieben Europameistern. Mit dazu bei trug die besondere Förderung des Sports unter dem nationalsozialistischen Regime mit seinen propagandistischen Zielen. Dabei sollte nicht vergessen werden, dass auch die Ausgrenzung jüdischer Sportler unabhängig von ihrer Leistungsfähigkeit bereits in den Anfängen stand. Sie waren denselben Repressalien unterworfen wie die jüdische Bevölkerung im Deutschen Reich insgesamt. In der Nationenwertung folgten auf den nächsten Plätzen Finnland mit fünf, die Niederlande mit drei und Ungarn mit zwei EM-Titeln.
Es gab drei Athleten, die jeweils zwei Goldmedaillen bei diesen Meisterschaften erringen konnten:
- Christiaan Berger (Niederlande) – 100 Meter, 200 Meter, darüber hinaus Bronze in der 4-mal-100-Meter-Staffel
- Adolf Metzner (Deutschland) – 400 Meter, 4-mal-400-Meter-Staffel
- Hans Scheele (Deutschland) – 400 Meter Hürden, 4-mal-400-Meter-Staffel

## Ergebnisse

### 100 m

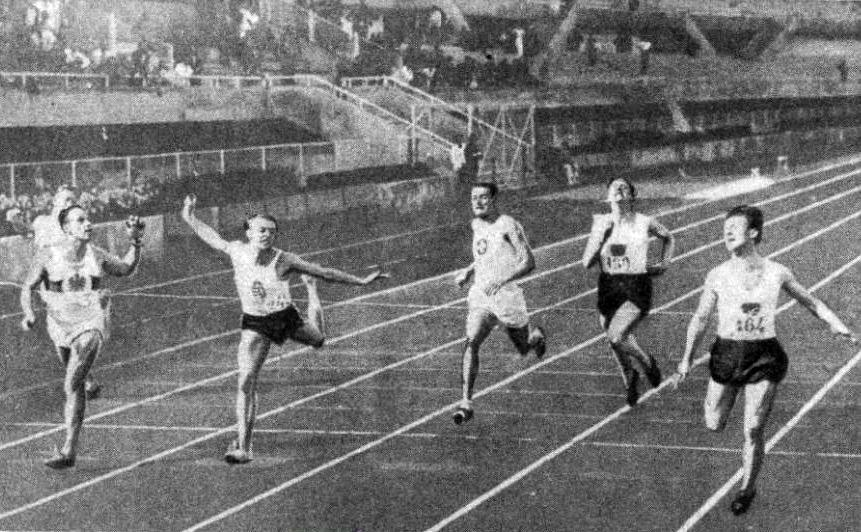

| Platz | Athlet            | Land | Zeit (s) |
| ----- | ----------------- | ---- | -------- |
| 1     | Christiaan Berger | NED  | 10,6 CRe |
| 2     | Erich Borchmeyer  | GER  | 10,70000 |
| 3     | József Sir        | HUN  | 10,70000 |
| 4     | Paul Hänni        | SUI  | 10,80000 |
| 5     | Martinus Osendarp | NED  | 10,90000 |
| 6     | Gerd Hornberger   | GER  | 10,90000 |

Finale: 8. September
Zieleinlauf über 100 Meter (auf dem Foto v. l. n. r.): Gerd Hornberger (verdeckt), Erich Borchmeyer, József Sir, Paul Hänni, Martinus Osendarp, Christiaan Berger.

### 200 m

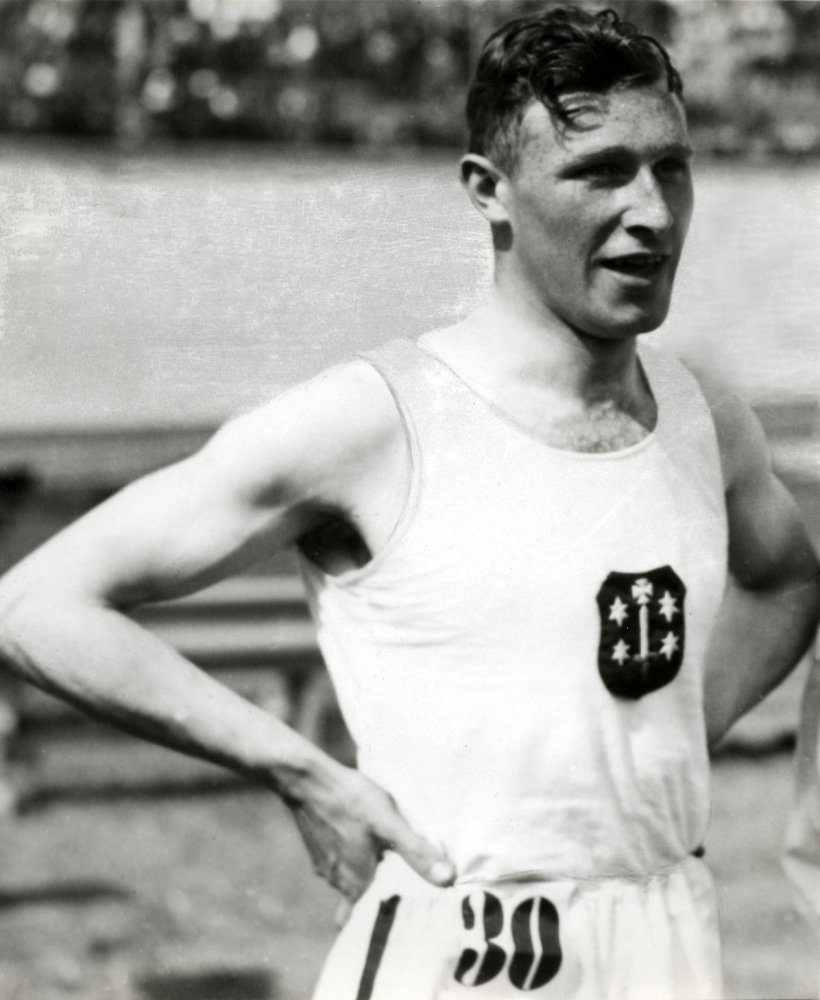
Christiaan Berger – erster Sprintkönig bei Leichtathletik-Europameisterschaften

| Platz | Athlet            | Land | Zeit (s) |
| ----- | ----------------- | ---- | -------- |
| 1     | Christiaan Berger | NED  | 21,5 CR  |
| 2     | József Sir        | HUN  | 21,5 CR  |
| 3     | Martinus Osendarp | NED  | 21,6000  |
| 4     | József Kovács     | HUN  | 21,7000  |
| 5     | Egon Schein       | GER  | 21,9000  |
| 6     | Tullio Gonnelli   | ITA  | 22,0000  |

Finale: 9. September

### 400 m
| Platz | Athlet                 | Land | Zeit (s) |
| ----- | ---------------------- | ---- | -------- |
| 1     | Adolf Metzner          | GER  | 47,9 CR  |
| 2     | Pierre Skawinski       | FRA  | 48,0000  |
| 3     | Bertil von Wachenfeldt | SWE  | 48,0 NR  |
| 4     | Ettore Tavernari       | ITA  | 48,6 NR  |
| 5     | Raymond Boisset        | FRA  | 48,9000  |
| 6     | Mario Rabaglino        | ITA  | NT000    |

Finale: 8. September

### 800 m
| Platz | Athlet              | Land | Zeit (min) |
| ----- | ------------------- | ---- | ---------- |
| 1     | Miklós Szabó        | HUN  | 1:52,0000  |
| 2     | Mario Lanzi         | ITA  | 1:52,0000  |
| 3     | Wolfgang Dessecker  | GER  | 1:52,2000  |
| 4     | Eric Ny             | SWE  | 1:52,4000  |
| 5     | Erik Wennberg       | SWE  | 1:53,1000  |
| 6     | Kazimierz Kucharski | POL  | 1:53,4 NR  |
| 7     | Raymond Petit       | FRA  | 1:54,0000  |
| 8     | Pierre Hemmer       | LUX  | 1:55,8 NR  |
| 9     | Jean Keller         | FRA  | NT000      |

Finale: 9. September
In diesem Finale gab es neun Teilnehmer.

### 1500 m

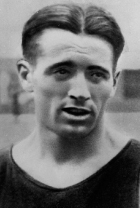
Olympiasieger Luigi Beccali errang nun auch
den EM-Titel

| Platz | Athlet            | Land | Zeit (min) |
| ----- | ----------------- | ---- | ---------- |
| 1     | Luigi Beccali     | ITA  | 3:54,6 CR  |
| 2     | Miklós Szabó      | HUN  | 3:55,2000  |
| 3     | Roger Normand     | FRA  | 3:57,0000  |
| 4     | Fritz Schaumburg  | GER  | 3:57,8000  |
| 5     | Janusz Kusociński | POL  | 3:59,4000  |
| 6     | Martti Matilainen | FIN  | 3:59,6000  |
| 7     | Robert Goix       | FRA  | 4:04,0000  |
| 8     | Ademar Jürlau     | EST  | 4:05,8000  |

Finale: 7. September

### 5000 m
| Platz | Athlet               | Land | Zeit (min) |
| ----- | -------------------- | ---- | ---------- |
| 1     | Roger Rochard        | FRA  | 14:36,8 CR |
| 2     | Janusz Kusociński    | POL  | 14:41,2000 |
| 3     | Ilmari Salminen      | FIN  | 14:43,6000 |
| 4     | Lauri Virtanen       | FIN  | 14:47,6000 |
| 5     | Salvatore Mastroieni | ITA  | 15:00,6000 |
| 6     | János Kelen          | HUN  | 15:06,6000 |
| 7     | Nello Bartolini      | ITA  | 15:26,0000 |
| 8     | Eduard Prööm         | EST  | 15:35,0000 |

Datum: 9. September

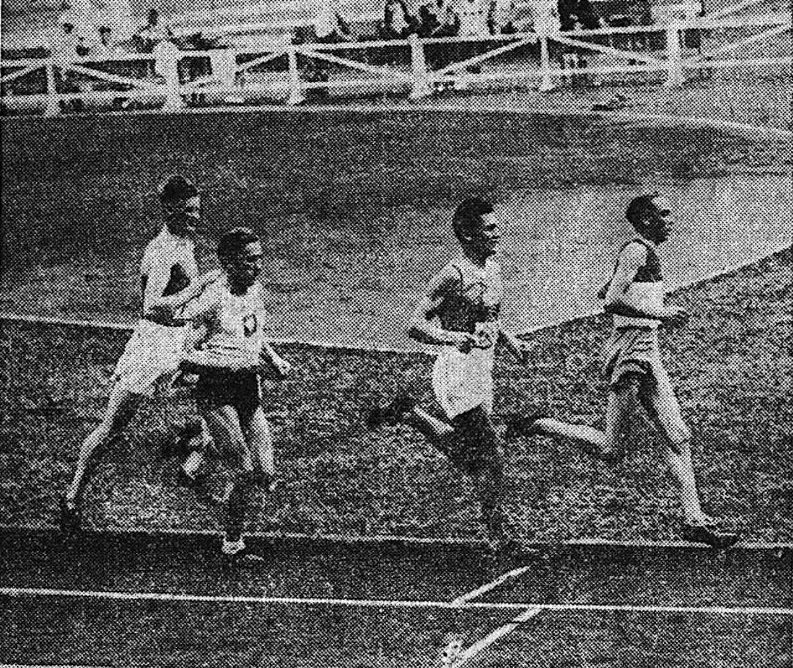

Szene aus dem 5000-Meter-Rennen (Foto rechts): Roger Rochard führt vor Janusz Kusociński, Salvatore Mastroieni und Ilmari Salminen.

### 10.000 m
| Platz | Athlet           | Land | Zeit (min) |
| ----- | ---------------- | ---- | ---------- |
| 1     | Ilmari Salminen  | FIN  | 31:02,6 CR |
| 2     | Arvo Askola      | FIN  | 31:03,2000 |
| 3     | Henry Nielsen    | DEN  | 31:27,4000 |
| 4     | Georg Braathe    | NOR  | 32:20,0000 |
| 5     | Jenő Szilágyi    | HUN  | 32:23,0000 |
| 6     | Bruno Betti      | ITA  | 32:54,0000 |
| 7     | Spartaco Morelli | ITA  | 33:46,0000 |
| 8     | Josef Hron       | TCH  | 34:02,6000 |

Datum: 7. September

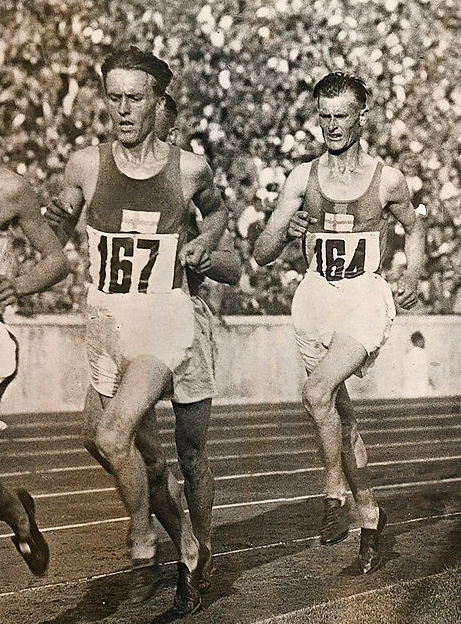

Ilmari Salminen (auf dem Foto rechts an zweiter Position) und Arvo Askola bei den Olympischen Spielen 1936.

### Marathon
| Platz | Athlet           | Land | Zeit (h)   |
| ----- | ---------------- | ---- | ---------- |
| 1     | Armas Toivonen   | FIN  | 2:52:29 CR |
| 2     | Thore Enochsson  | SWE  | 2:54:36000 |
| 3     | Aurelio Genghini | ITA  | 2:55:04000 |
| 4     | József Galambos  | HUN  | 2:55:14000 |
| 5     | Heinrich Brauch  | GER  | 2:58:41000 |
| 6     | Hans Wehrli      | SUI  | 2:58:45000 |
| 7     | Rudolf Morf      | SUI  | NT000      |
| 8     | Michele Fanelli  | ITA  | 3:11:10000 |

Datum: 9. September

### 110 m Hürden
| Platz | Athlet             | Land | Zeit (s) |
| ----- | ------------------ | ---- | -------- |
| 1     | József Kovács      | HUN  | 14,8 CRe |
| 2     | Erwin Wegner       | GER  | 14,90000 |
| 3     | Holger Albrechtsen | NOR  | 15,00000 |
| 4     | Willem Kaan        | NED  | 15,00000 |
| 5     | Corrade Valle      | ITA  | 15,10000 |
| DSQ   | Ernst Leitner      | AUT  |          |

Finale: 8. September

### 400 m Hürden
| Platz | Athlet             | Land | Zeit (s) |
| ----- | ------------------ | ---- | -------- |
| 1     | Hans Scheele       | GER  | 53,2 CR  |
| 2     | Akilles Järvinen   | FIN  | 53,7 NR  |
| 3     | Christos Mantikas  | GRE  | 54,9 NR  |
| 4     | Holger Albrechtsen | NOR  | 55,0000  |
| 5     | Ernst Leitner      | AUT  | 55,2 NR  |
| DNF   | Luigi Facelli      | ITA  |          |

Finale: 9. September

### 4 × 100 m Staffel
| Platz | Land               | Athleten                                                         | Zeit (s) |
| ----- | ------------------ | ---------------------------------------------------------------- | -------- |
| 1     | Deutsches Reich    | Egon Schein Erwin Gillmeister Gerd Hornberger Erich Borchmeyer   | 41,0 CR  |
| 2     | Ungarn             | László Forgács József Kovács József Sir Gyula Gyenes             | 41,4000  |
| 3     | Niederlande        | Martinus Osendarp Tjeerd Boersma Robert Jansen Christiaan Berger | 41,6000  |
| 4     | Königreich Italien | Ulderico Di Blas Elio Ragni Mario Larocchi Edgardo Toetti        | 42,0000  |

Datum: 9. September

### 4 × 400 m Staffel
| Platz | Land               | Athleten                                                         | Zeit (min) |
| ----- | ------------------ | ---------------------------------------------------------------- | ---------- |
| 1     | Deutsches Reich    | Helmut Hamann Hans Scheele Harry Voigt Adolf Metzner             | 3:14,1 CR  |
| 2     | Frankreich         | Robert Paul Georges Guillez Raymond Boisset Pierre Skawinski     | 3:15,6000  |
| 3     | Schweden           | Sven Strömberg Pelle Pihl Gustaf Ericson Bertil von Wachenfeldt  | 3:16,6000  |
| 4     | Königreich Italien | Giacomo Carlini Angelo Ferrario Mario Rabaglino Ettore Tavernari | 3:19,0000  |

Datum: 9. September

### 50 km Gehen
| Platz | Athlet               | Land | Zeit (h)   |
| ----- | -------------------- | ---- | ---------- |
| 1     | Jānis Daliņš         | LAT  | 4:49:53 CR |
| 2     | Arthur Tell Schwab   | SUI  | 4:53:09000 |
| 3     | Ettore Rivolta       | ITA  | 4:54:06000 |
| 4     | Mario Brignoli       | ITA  | 5:01:53000 |
| 5     | Étienne Laisné       | FRA  | 5:08:41000 |
| 6     | Hjalmar Ruotsalainen | FIN  | 5:40:13000 |
| DNF   | Fritz Bleiweiß       | GER  |            |
| DNF   | William Schnitt      | GER  |            |

Datum: 8. September

### Hochsprung
| Platz | Athlet                 | Land | Höhe (m) |
| ----- | ---------------------- | ---- | -------- |
| 1     | Kalevi Kotkas          | FIN  | 2,00 CR  |
| 2     | Birger Halvorsen       | NOR  | 1,97 NR  |
| 3     | Veikko Peräsalo        | FIN  | 1,97000  |
| 4     | Gustav Weinkötz        | GER  | 1,94000  |
| 5     | Wilhelm Ladewig        | GER  | 1,85000  |
| 6     | Renato Dotti           | ITA  | 1,85000  |
| 7     | Vladas Komaras         | LTU  | 1,80000  |
| 8     | Ingvard Andersen       | DEN  | 1,70000  |
| 9     | Edgardo Degli Espositi | ITA  | 1,70000  |

Datum: 7. September

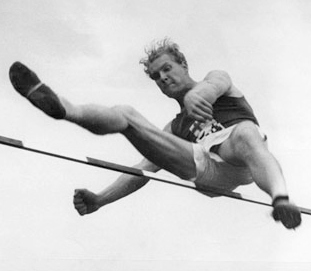
Kalevi Kotkas – einziger Hochspringer mit einem Resultat über zwei Meter

Das Teilnehmerfeld bestand aus insgesamt neun Athleten.

### Stabhochsprung
| Platz | Athlet           | Land | Höhe (m) |
| ----- | ---------------- | ---- | -------- |
| 1     | Gustav Wegner    | GER  | 4,00 CR  |
| 2     | Bo Ljungberg     | SWE  | 4,00 CR  |
| 3     | John Lindroth    | FIN  | 3,90000  |
| 4     | Viktor Zsuffka   | HUN  | 3,90000  |
| 5     | Pierre Ramadier  | FRA  | 3,90000  |
| 6     | Danilo Innocenti | ITA  | 3,80000  |
| 7     | Robert Vintousky | FRA  | 3,80000  |
| 7     | Henry Lindblad   | SWE  | 3,80000  |
| 7     | Evald Äärma      | EST  | 3,80 NR  |

Finale: 7. September

### Weitsprung
| Platz | Athlet           | Land | Weite (m) |
| ----- | ---------------- | ---- | --------- |
| 1     | Wilhelm Leichum  | GER  | 7,45 CR   |
| 2     | Otto Berg        | NOR  | 7,31000   |
| 3     | Luz Long         | GER  | 7,25000   |
| 4     | Robert Paul      | FRA  | 7,16000   |
| 5     | Arturo Maffei    | ITA  | 7,12000   |
| 6     | Henrik Koltai    | HUN  | 7,01000   |
| 7     | Jean Studer      | SUI  | 6,84000   |
| 8     | Sándor Dombóvári | HUN  | 6,80000   |

Datum: 8. September

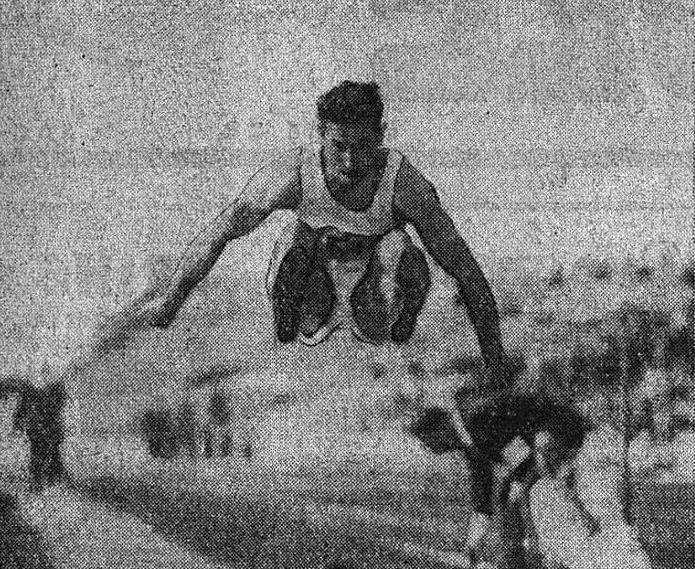

Wilhelm Leichum (auf dem Foto rechts bei den Europameisterschaften 1938) gewann seinen ersten von zwei EM-Titeln im Weitsprung.

### Dreisprung
| Platz | Athlet           | Land | Weite (m) |
| ----- | ---------------- | ---- | --------- |
| 1     | Willem Peters    | NED  | 14,89 CR  |
| 2     | Eric Svensson    | SWE  | 14,83000  |
| 3     | Onni Rajasaari   | FIN  | 14,74000  |
| 4     | Edward Luckhaus  | POL  | 14,54000  |
| 5     | Toivo Pöyry      | FIN  | 14,47000  |
| 6     | Antonio Milanese | ITA  | 14,24000  |
| 7     | Ingvard Andersen | DEN  | 14,02000  |
| 8     | Bo Ljungberg     | SWE  | 14,01000  |

Datum: 9. September

### Kugelstoßen
| Platz | Athlet            | Land | Weite (m) |
| ----- | ----------------- | ---- | --------- |
| 1     | Arnold Viiding    | EST  | 15,19 CR  |
| 2     | Risto Kuntsi      | FIN  | 15,19 CR  |
| 3     | František Douda   | TCH  | 15,18000  |
| 4     | Samuel Norrby     | SWE  | 15,10000  |
| 5     | Valfrid Rahmqvist | SWE  | 15,01000  |
| 6     | József Darányi    | HUN  | 14,86000  |
| 7     | Zygmunt Heljasz   | POL  | 14,78000  |
| 8     | Hans Woellke      | GER  | 14,67000  |

Datum: 9. September

### Diskuswurf
| Platz | Athlet            | Land | Weite (m) |
| ----- | ----------------- | ---- | --------- |
| 1     | Harald Andersson  | SWE  | 50,38 CR  |
| 2     | Paul Winter       | FRA  | 47,09000  |
| 3     | István Donogán    | HUN  | 45,91000  |
| 4     | József Remecz     | HUN  | 45,54000  |
| 5     | Arnold Viiding    | EST  | 45,51000  |
| 6     | Giorgio Oberweger | ITA  | 45,38000  |
| 7     | Jules Noël        | FRA  | 45,02000  |
| 8     | Emil Janausch     | AUT  | 45,01000  |

Finale: 8. September

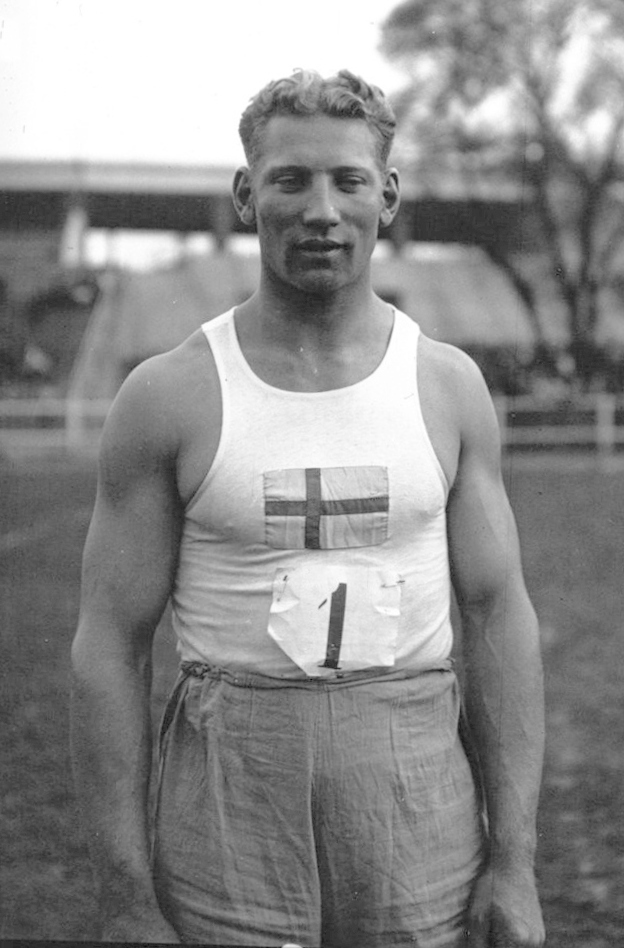

Harald Andersson (Foto rechts) übertraf als einziger Diskuswerfer die 50-Meter-Marke.

### Hammerwurf
| Platz | Athlet            | Land | Weite (m) |
| ----- | ----------------- | ---- | --------- |
| 1     | Ville Pörhölä     | FIN  | 50,34 CR  |
| 2     | Fernando Vandelli | ITA  | 48,69000  |
| 3     | Gunnar Jansson    | SWE  | 47,85000  |
| 4     | Ossian Skiöld     | SWE  | 47,42000  |
| 5     | Sulo Pärni        | FIN  | 46,83000  |
| 6     | Armando Poggioli  | ITA  | 46,57000  |
| 7     | Koit Annamaa      | EST  | 45,42000  |
| 8     | Rudolf Seeger     | GER  | 44,52000  |

Datum: 8. September

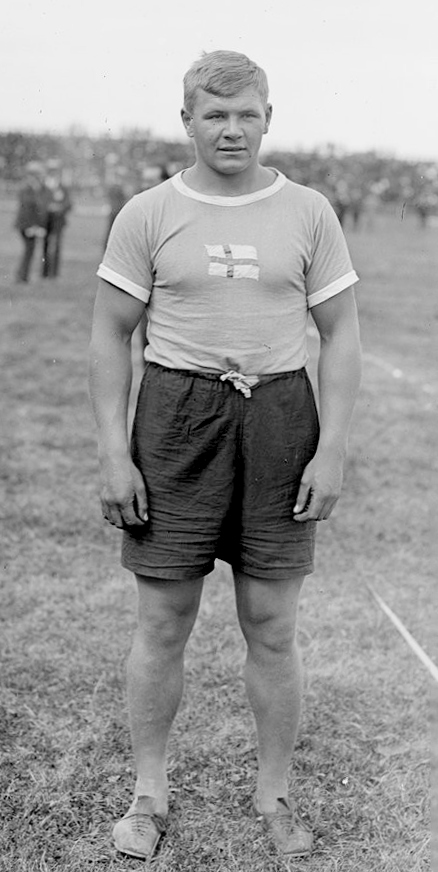

Ville Pörhölä (Foto rechts) hatte zahlreiche Erfolge als Kugelstoßer und Hammerwerfer, hier der einzige Athlet mit einem Wurf jenseits von fünfzig Metern.

### Speerwurf
| Platz | Athlet            | Land | Weite (m) |
| ----- | ----------------- | ---- | --------- |
| 1     | Matti Järvinen    | FIN  | 76,66 WR  |
| 2     | Matti Sippala     | FIN  | 69,97000  |
| 3     | Gustav Sule       | EST  | 69,31000  |
| 4     | Oto Jurģis        | LAT  | 67,60000  |
| 5     | József Várszegi   | HUN  | 65,81000  |
| 6     | Gottfried Weimann | GER  | 65,69000  |
| 7     | Mario Agosti      | ITA  | 58,41000  |
| 8     | Gino Ricci        | ITA  | 56,63000  |

Datum: 7. September

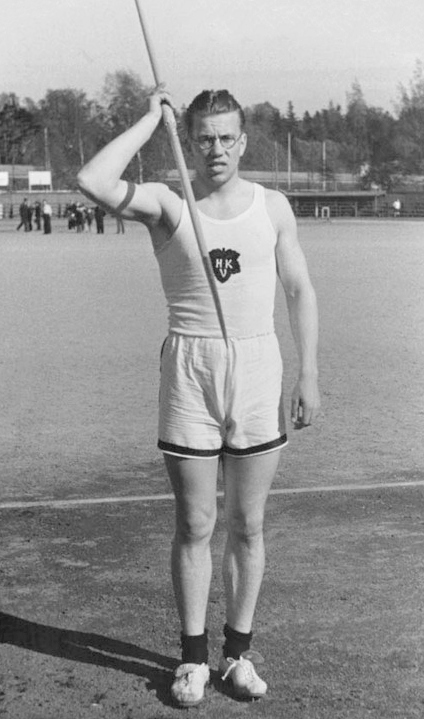

Matti Järvinen (Foto rechts) gewann den Speerwurf mit mehr als sechseinhalb Metern Vorsprung.

### Zehnkampf
| Platz | Athlet                | Land | P – offiz. Wert. | P – 85er Wert. |
| ----- | --------------------- | ---- | ---------------- | -------------- |
| 1     | Hans-Heinrich Sievert | GER  | 8103 CR          | 6667           |
| 2     | Leif Dahlgren         | SWE  | 7770000          | 6490           |
| 3     | Jerzy Pławczyk        | POL  | 7552000          | 6179           |
| 4     | Jānis Dimza           | LAT  | 7451000          | 6094           |
| 5     | Armin Guhl            | SUI  | 7347000          | 6250           |
| 6     | Wolrad Eberle         | GER  | 7153000          | 5931           |
| 7     | Eletto Contieri       | ITA  | 6845000          | 5888           |
| 8     | Hermann Ruckstuhl     | SUI  | 6548000          | 5618           |

Datum: 8./9. September
Gewertet wurde nach der Punktetabelle von 1920.
Zur Orientierung und Einordnung der Leistungen sind zum Vergleich die nach heutigem Wertungssystem von 1985 erreichten Punktzahlen mitaufgeführt. In den Platzierungen hätte es danach folgende Abweichungen gegeben:
- Der fünftplatzierte Armin Guhl hätte Bronze gewonnen.
- Bronzemedaillengewinner Jerzy Pławczyk wäre Vierter.
- Der viertplatzierte Jānis Dimza wäre Fünfter.

Aber diese Vergleiche sind nur Anhaltswerte, denn als Grundlage müssen die jeweils unterschiedlichen Maßstäbe der Zeit gelten.